# 斯帕法里耶夫群島

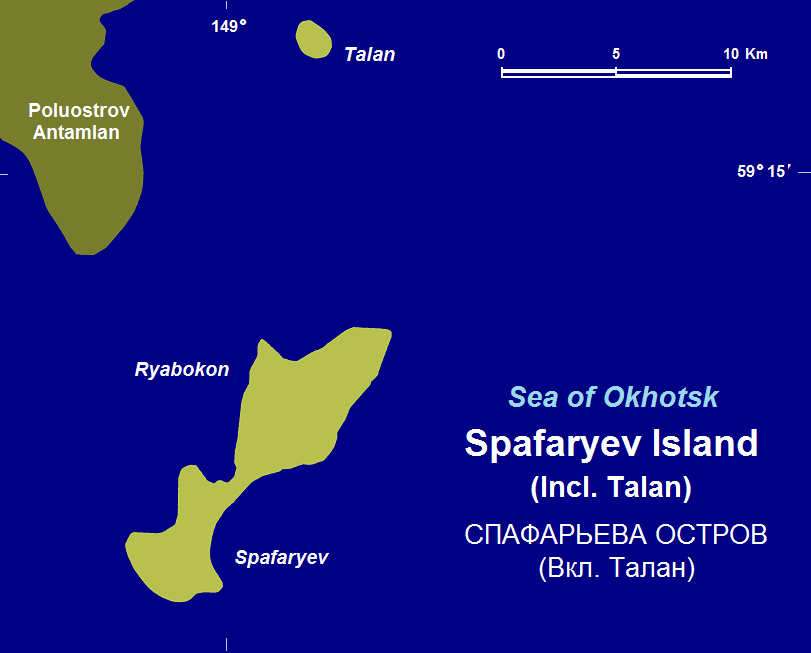

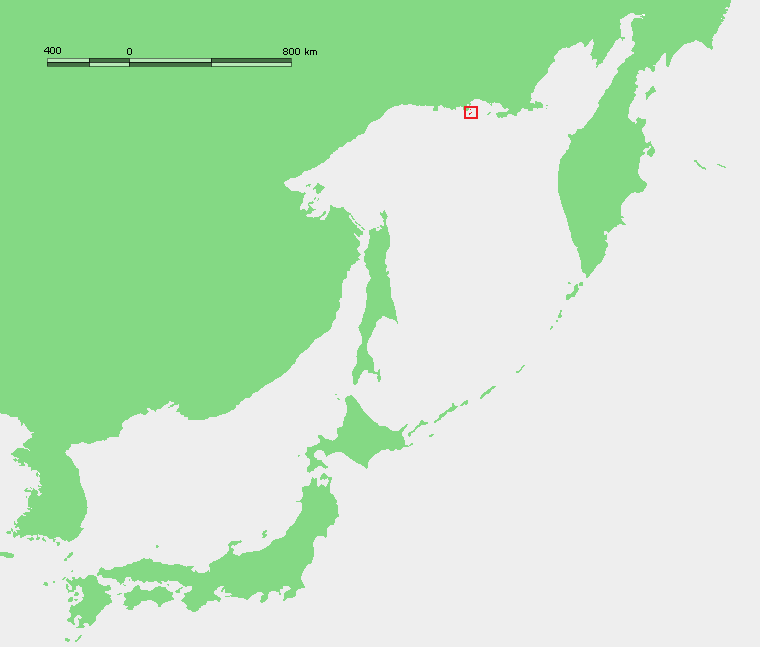

斯帕法里耶夫群島是俄羅斯的群島，位於鄂霍次克海的陶伊灣，由馬加丹州負責管轄，面積32平方公里，最高點海拔高度571米，2012年居民人數只有6名。
59°10′N 149°03′E / 59.167°N 149.050°E